# La Palme
La Palme är en kommun i departementet Aude i regionen Occitanien  i södra Frankrike. Kommunen ligger  i kantonen Sigean som ligger i arrondissementet Narbonne. År 2022 hade La Palme 1 889 invånare.

## Befolkningsutveckling
Antalet invånare i kommunen La Palme
Referens: INSEE